# Ministerie van Toverkunst

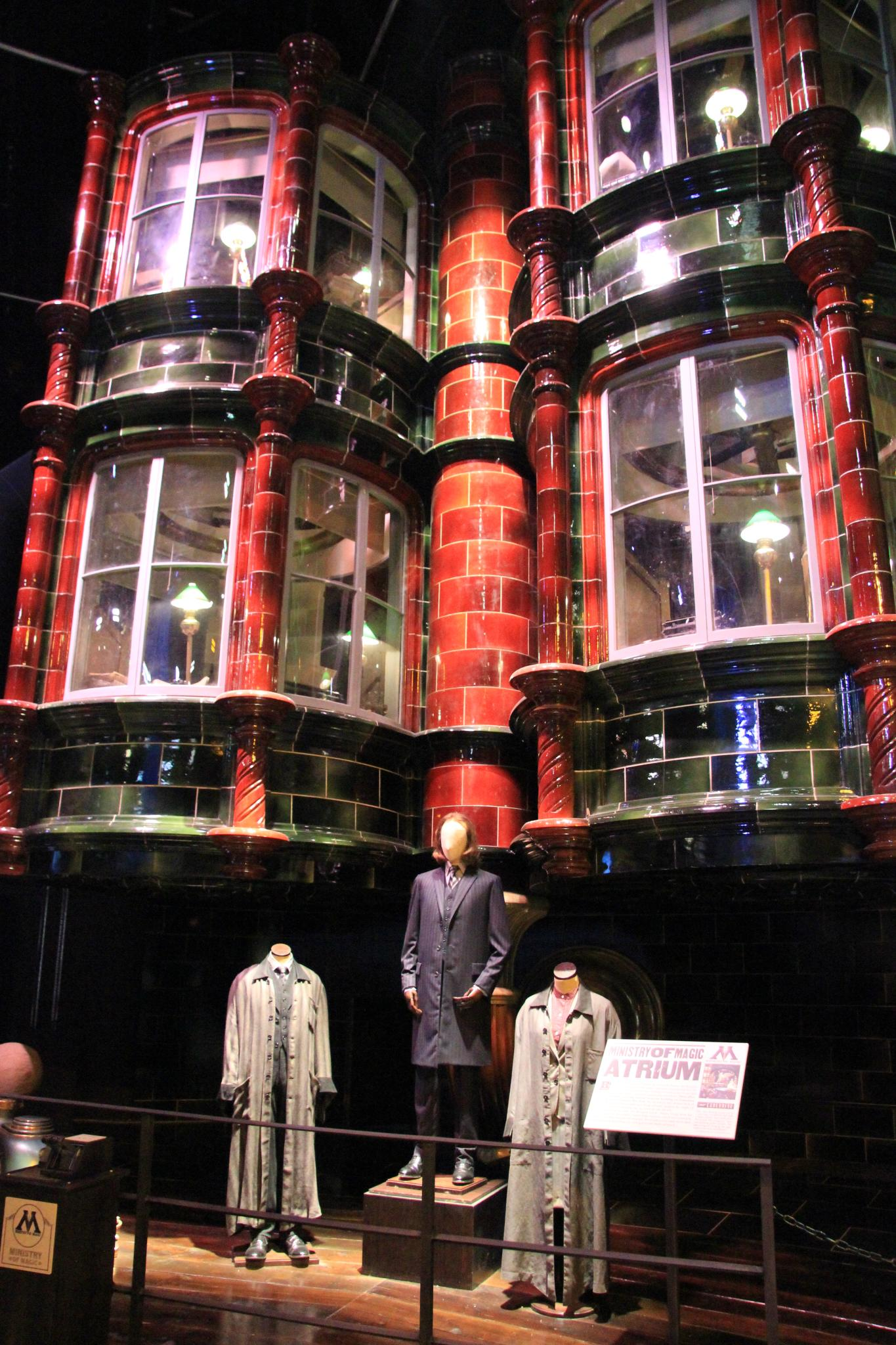

Het Ministerie van Toverkunst (Engels: Ministry of Magic) is een ministerie uit J.K. Rowlings zevendelige boekenserie over Harry Potter.
Na de val van Heer Voldemort werd Cornelis Droebel minister van Toverkunst. Dit was hij tot aan het begin van het zesde boek, waarna Rufus Schobbejak het van hem overnam, sinds bekend is geworden dat Heer Voldemort is herrezen. Rufus Schobbejak is de 209de minister.
In het zevende boek blijkt dat Voldemort het ministerie wil overnemen. Hij laat Rufus Schobbejak vermoorden zodat Pius Dikkers minister van Toverkunst kan worden. Aangezien Dikkers onder de Imperiusvloek verkeert, heeft Voldemort de macht over de hele Britse tovenaarswereld en worden alle mensen die iets te maken hebben met Harry Potter vervolgd of gedood. Ook worden Dreuzels vervolgd. Na de dood van Voldemort wordt Romeo Wolkenveldt minister en die brengt veel vernieuwingen in de tovermaatschappij.

## Locatie
Het Ministerie van Toverkunst is gevestigd in het centrum van Londen en is te bereiken door middel van een oude, rode telefooncel in een verlaten zijstraat. De telefooncel wordt gebruikt als lift, waarmee men het ondergrondse complex binnengaat. De meeste werknemers en bezoekers gebruiken echter het Atrium door te verschijnselen of gebruik te maken van de diverse haarden. Het telefoonnummer om er te komen via de telefooncel is 62442 ("M-A-G-I-C").
Hoewel het gebouw zich onder de grond bevindt, zijn er wel ramen aanwezig. Het Bureau voor Magisch Onderhoud zorgt ervoor dat het uitzicht overeenkomt met het weer van die dag.

## Structuur
Onder de minister van Toverkunst zijn verschillende secretarissen (in het bijzonder Dorothea Omber) en hoofden van de verschillende magische departementen. De exacte structuur van de macht binnen het ministerie is relatief onbekend.
Hieronder een overzicht van de structuur van het Ministerie van Toverkunst:
| Functie                                        | Meerdere                            | ondergeschikte                                 | Huidige bekleder                   | Beschrijving van de functie                                           |
| ---------------------------------------------- | ----------------------------------- | ---------------------------------------------- | ---------------------------------- | --------------------------------------------------------------------- |
| Minister van Toverkunst                        | Geen                                | Wikenweegschaar Secretarissen Departementen    | Hermelien Griffel                  | Zie Minister van Toverkunst voor het hoofdartikel over dit onderwerp. |
| Hoofdbewindwijzer van de Wikenweegschaar       | Minister van Toverkunst             |                                                | Onbekend                           | Zie Wikenweegschaar voor het hoofdartikel over dit onderwerp.         |
| Secretaris-Generaal van de Minister            | Minister van Toverkunst             | Juniorassistent van de minister van Toverkunst | Onbekend                           |                                                                       |
| Juniorassistent van de minister van Toverkunst | Secretaris-generaal van de minister |                                                | Percy Wemel                        |                                                                       |
| Hoofden van de verschillende departementen     | Minister van Toverkunst             | Medewerkers departement                        | Vele (zie departementen hieronder) |                                                                       |

## De verschillende departementen
Het Ministerie van Toverkunst bestaat uit 382 departementen en verschillende afdelingen en comités.

### Verdiepingen

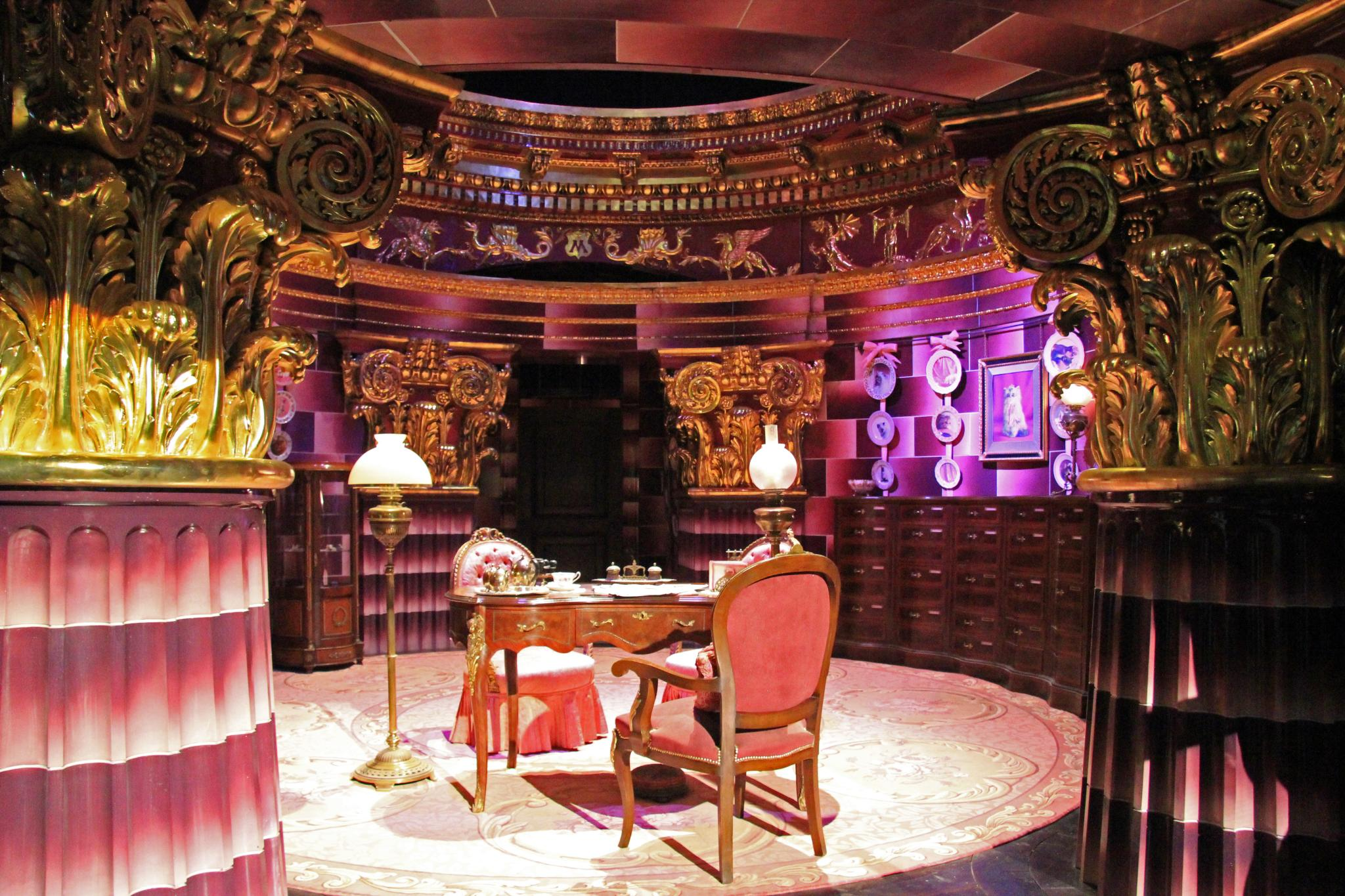
Kantoor van Dorothea Omber

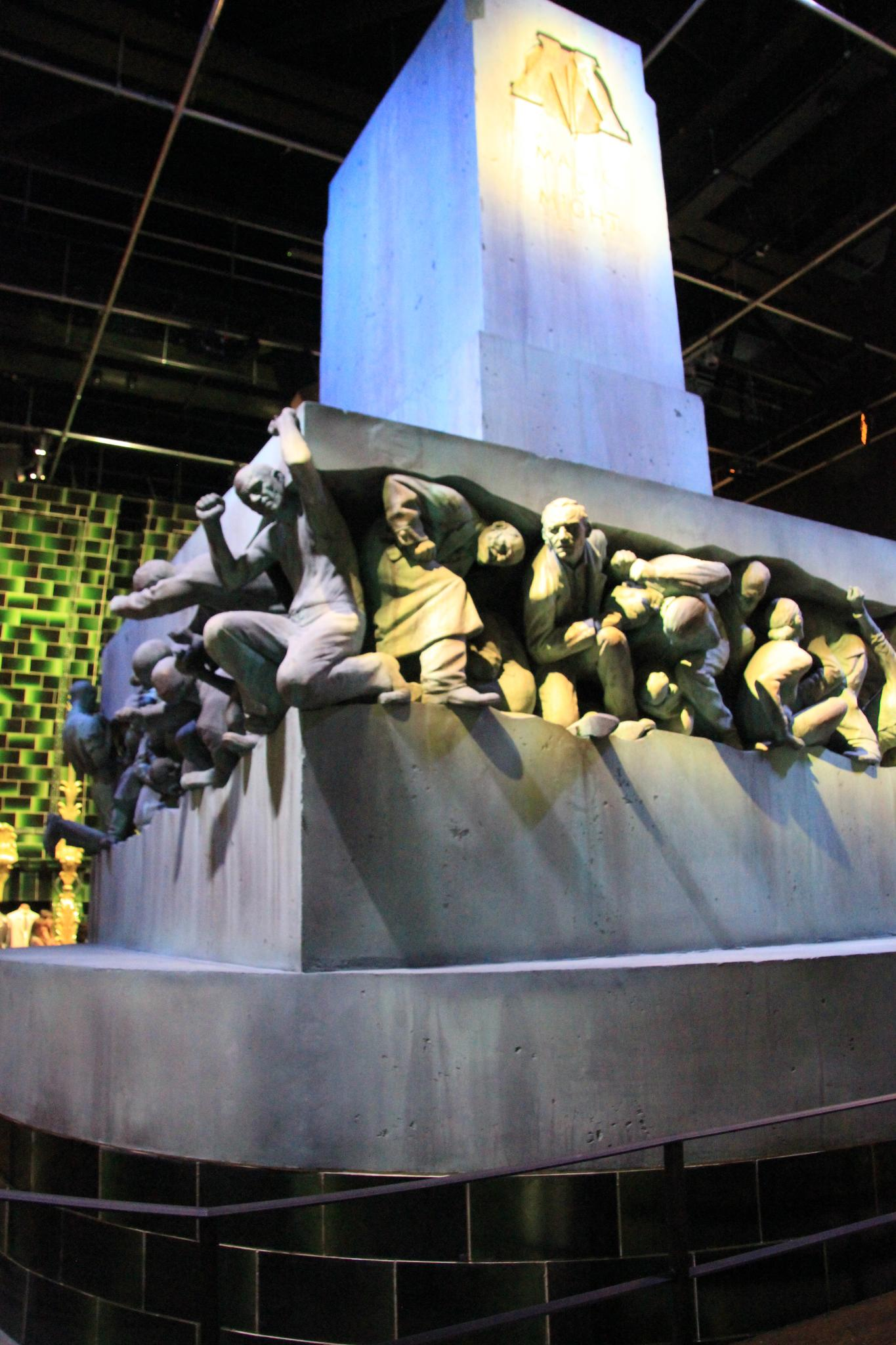
Standbeeld "Toverkracht is Macht"

Een overzicht van het Ministerie van Toverkunst
- 1e verdieping – Minister van Toverkunst en zijn persoonlijke staf
- 2e verdieping – Departement van Magische Wetshandhaving
  - Schouwers Hoofdkwartier
  - Afdeling voor de Opsporing en Inbeslagneming van Vervalste Verdedigingsspreuken en Beveiligende Voorwerpen
  - Magisch Arrestatie Team
  - Afdeling Misbruikpreventie van Dreuzelvoorwerpen
  - Administratieve Dienst Wikenweegschaar
  - Taakeenheid Ongepast Spreukgebruik
- 3e verdieping – Departement van Magische Rampen en Catastrofes
  - Traumateam voor Toverongevallen
  - Centraal Orgaan Revalideurs
  - Onderzoeksinstelling Voor Dreuzelwaardige Uitvluchten
- 4e verdieping – Departement van Toezicht op Magische Wezens
  - Afdeling Dieren
  - Afdeling Wezens en Geesten
  - Contactpunt Centauren
  - Contactpunt Kobolden
  - Adviesraad Ongediertebestrijding
  - Ondersteuningsgroep Weerwolven
  - Taakeenheid Grauwels
- 5e verdieping – Departement voor Internationale Magische Samenwerking
  - Internationale Magische Handelsorganisatie
  - Internationaal Magisch Wetsbureau
  - Internationaal Overlegorgaan van Heksenmeesters, Afdeling Groot-Brittannië
- 6e verdieping – Magisch Verkeersbureau
  - Haardroosterraad
  - Bureau voor de Bezemveiligheid
  - Viavia Alarmcentrale
  - Testcentrum Verschijnselen
- 7e verdieping – Departement van Magische Sport en Recreatie
  - Britse en Ierse Zwerkbalbond
  - Officiële Fluimstenenclub
  - Potsierlijke Patentbureau
- 8e verdieping – Atrium
  - Fontein van de Magische Broederschap (tijdens het ministerschap van Pius Dikkers vervangen door het standbeeld "Toverkracht is Macht")
  - Liften
  - Tovenaarshaarden die zijn aangesloten op het Haardrooster
  - Bewaking
- 9e verdieping – Departement van Mystificatie en Departement van Verlakking
  - De Hersenkamer
  - Kamer des Doods
  - De Gesloten Kamer (de kamer waar onderzoek werd gedaan naar liefde)
  - De Tijdkamer
  - De Hal der Profetieën
  - De Planetenkamer
- 10e verdieping – Rechtszalen

## Medewerkers
Bij het Ministerie werken honderden mensen verdeeld over de departementen. Enkele (oud)medewerkers van het Ministerie:
- Albert Rigeur
- Arnout Vandeputte
- Arthur Wemel
- Baldrik Schaveluin
- Barend Kannewasser
- Barsing
- Bartolomeus Krenck Sr.
- Berta Kriel
- Bob Klare
- Camilla Peeters
- Cornelis Droebel
- Dirk Kramer
- Jan Donders
- Dorothea Johanna Omber
- Elfrida Grons
- Emilia Bonkel
- Erik Marter
- Gerrit Zwalp
- Gustaaf Rinkelbom
- Harry Potter[1]
- Hendrik Vendelier
- Hermelien Griffel[1]
- Horus Windgoud
- Jeegers
- Ludo Bazuyn
- Madame Elsdonk
- Mafalda Russula
- Max Knelbreuk
- Milène Boterberg
- Newt Scamander
- Nymphadora Tops
- Ongans
- Percy Wemel
- Pius Dikkers
- Placidus Pais
- Povers
- Roelof Malkander
- Romeo Wolkenveldt
- Ron Wemel[1]
- Rufus Schobbejak
- Vreedeling
- Walter Vleeschhouwer
- Wilco Draaisma